# Allmän förvaltningsdomstol
En allmän förvaltningsdomstol är i Sverige en typ av domstol som avgör mål som i huvudsak gäller förhållandet mellan den enskilde och det allmänna, exempelvis stat och kommun. De allmänna förvaltningsdomstolarna har tre instanser: förvaltningsrätt, kammarrätt och Högsta förvaltningsdomstolen. Vanliga måltyper inkluderar tvångsvård, socialförsäkring, rätt till ekonomiskt bistånd, skattemål samt återkallelse av körkort. Förfarandet vid en allmän förvaltningsdomstol regleras framförallt i förvaltningsprocesslagen.

## Första instans
Förvaltningsrätterna är den lägsta instansen bland de allmänna förvaltningsdomstolarna i Sverige. Det finns 12 förvaltningsrätter.

## Högre instanser
Det finns tre instanser av allmänna förvaltningsdomstolar i Sverige. Den som är missnöjd med en dom i förvaltningsrätten kan därför i vissa fall få den prövad av två ytterligare domstolar efter överklagande.
Den andra instansen bland svenska allmänna förvaltningsdomstolar är kammarrätten. Det finns fyra kammarrätter: i Stockholm, Göteborg, Sundsvall och Jönköping.
Överklagande av kammarrättens beslut prövas av den högsta instansen, Högsta förvaltningsdomstolen. Högsta förvaltningsdomstolen prövar bara mål av principiellt viktig karaktär, det behövs prövningstillstånd för att mål skall prövas där.

## Personal
I förvaltningsrätterna finns lagmän, rådmän, assessorer, fiskaler, och föredragande samt notarier och kanslianställda.

### Författningstext
- Förvaltningsprocesslagen (1971:291)
- Lagen (1971:289) om allmänna förvaltningsdomstolar